# Hagloidea
Super-famille
Les Hagloidea sont une super-famille d'Orthoptera.

## Liste des familles
Selon Orthoptera Species File (18 mai 2012) :
- famille des Eospilopteronidae †
- famille des Haglidae Handlirsch, 1906 †
- famille des Hagloedischiidae Gorochov, 1986 †
- famille des Prezottophlebiidae Martins-Neto, 2007 †
- famille des Prophalangopsidae Kirby, 1906
- famille des Tuphellidae Gorochov, 1988 †

## Référence
- Handlirsch, 1906 : Die fossilen Insekten und die Phylogenie der Rezenten Formen. Ein Handbuch für Paläontologen und Zoologen. vol. 1, n. 3, (texte original).